# Антон Попов (МПО)
Вижте пояснителната страница за други личности с името Антон Попов.
Антон Найденов Попов е български журналист и общественик, деец на Македонската патриотична организация и главен редактор на печатния ѝ орган „Македонска трибуна“.

## Биография
Антон Попов е роден на 5 август 1928 година в петричкото село Горна Брезница. Началното си образование завършва в родното си село, а гимназиално – в град Свети Врач. По политически причини не е приет в Софийския университет. През 1953 година с група младежи бяга нелегално в Югославия. През есента на същата година Попов става студент в Медицинския факултет в Скопие. През 1955 година е задържан от югославските власти и попада в концлагера Герово в Хърватия за около десет месеца. Благодарение на кампания на ООН, успява да стигне в италианския град Капуа. Пратеният от Иван Михайлов – Асен Аврамов, забелязва будния младеж в емигрантския лагер. В началото на 1956 година Попов се запознава с Иван Михайлов в Рим.
През 1958 година със задача да засили дейността на МПО, заминава за САЩ. От 1976 до 1981 година той е главен редактор на вестник „Македонска трибуна“, в чието си качество през 1980 година е поканен от Държавния департамент на събиране на представители на влиятелни чуждоезични вестници в страната, на което той поставя въпроса за политиката на сърбизация на македонските българи и налагането на съществуването на македонска нация и език от страна на сърбокомунистите. През септември същата година той заедно с Милко Бунев посещава и тогавашния републикански кандидат - президент Роналд Рейгън, информирайки го за позициите на вестника и поддържаните от него идеи, и за важността на печатания на български език вестник „Македонска трибуна“, поддържащ духа на македонските българи по света. През този период четири години заема длъжността секретар на ЦК на МПО. След това по преценка на Иван Михайлов се завръща в Италия. Тук завършва политически науки в Римския университет. След 1982 година живее при Иван Михайлов заедно със семейството си. Паралелно с борбата за защита на българщината в Македония работи като редактор в българската секция на Радио Ватикана.
Негова съпруга е българската общественичка Вида Боева от Охрид - дългогодишен личен секретар на Иван Михайлов.
Попов почива в Рим след кратко боледуване на 2 април 2016 година. Урната с праха му е погребана на метри от гроба на Тодор Александров над село Сугарево до църквата „Свети Илия“.